# Leucospis carinifera
Leucospis carinifera is een vliesvleugelig insect uit de familie Leucospidae. De wetenschappelijke naam is voor het eerst geldig gepubliceerd in 1894 door Kriechbaumer.